# Gnomidolon rubricolor
Gnomidolon rubricolor là một loài bọ cánh cứng trong họ Cerambycidae.